# Oświadczyny po irlandzku
Oświadczyny po irlandzku (ang. Leap Year) – amerykańsko-irlandzka komedia romantyczna z 2010 roku w reżyserii Ananda Tuckera.

## Fabuła
Amerykanka Anna (Amy Adams) wyrusza do Irlandii, do Dublina, gdzie przebywa jej chłopak Jeremy (Adam Scott), aby 29 lutego, wykorzystując tamtejszą tradycję, oświadczyć się swojemu wybrańcowi. 

## Obsada
- Amy Adams jako Anna
- John Lithgow jako Jim
- Matthew Goode jako Declan
- Kaitlin Olson jako Libby
- Adam Scott jako Jeremy
- Peter O’Meara jako Ron
- Michael J. Reynolds jako Jerome
- Annika Hammerton jako kelnerka
- Martin Sherman jako pijany koleś
- Flaminia Cinque jako Carla
- Brian Milligan jako Bobbo
- John Burke jako stały bywalec baru
- Michael Fitzgerald jako Fergus
- Dominique McElligott jako panna młoda
- Declan Mills jako Tailor
- Claire Hilary McMahon jako Angela

## Produkcja
Zdjęcia kręcono w Irlandii (Dublin, wyspy Aran, hrabstwa Wicklow, Galway i Mayo).